# Alpha France
Alpha France è una casa di distribuzione e produzione cinematografica francese, specializzata nel cinema pornografico (in francese "Films X"), ma non unicamente.

## Storia
Nasce nel 1969 come il nome nuovo della già esistente distributrice cinematografica Films Français de Court Métrage (FFCM), fondata da Francis Mischkind nel 1966, e che a partire dal 1971 diventa anche una delle prime case produttrici di film pornografici a 35 mm, destinati alle sale cinematografiche, senza mai lasciare la distribuzione. Questo cambio di nome è dovuto al fatto di cominciare la distribuzione di lungometraggi.
Secondo i dati dell'Internet Movie Database, l'Alpha France è stata la società di distribuzione di 99 film e la società di produzione di 15 film tra il 1969 e il 1987 (non totalmente aggiornato, sono molti di più, sia le distribuzioni che le produzioni). Nel 1975 ha realizzato il suo film più famoso: Le sexe qui parle (Il sesso che parla), noto anche con il titolo inglese di Pussy Talk. Al 1983 risale l'ultimo film di grande impegno finanziario, L'initiation d'une femme mariée. In seguito, la società ha prodotto pochi film nuovi e ha soprattutto curato la diffusione e lo sfruttamento del catalogo risalente agli anni settanta, alcuni di questi con un nome nuovo (per esempio, Blondes humides come Viens... j'aime ça).
È da notare che, in qualità di distributrice per la Francia di film stranieri, molti titoli originali sono stati modificati. Allo stesso modo, questo è stato fatto anche con alcune produzioni francesi.
Dal 1977 la star principale dei film della casa cinematografica fu Brigitte Lahaie, che ha girato più di 30 delle sue produzioni. Ma la sua celebrità non può farci dimenticare quella di altre grandi pornostar che hanno brillato di luce propria all'interno di questa casa: Marilyn Jess, Serena, Nadine Segaud, Olinka Hardiman, Cathy Stewart, e un lungo eccetera.
Nel 1990 Francis Mischkind crea la Alpha-Blue One, che diventa in seguito Blue One, dedicata alla riedizione in DVD di film pornografici e in particolare di quelli dell'Alpha France. Ciò ha significato che alcuni di questi film abbiano cambiato il loro nome originale, sia per la loro rimasterizzazione che per l'aggiunta di scene inedite (per esempio, Les grandes jouisseuses del 1977, si chiamò Fièvres nocturnes nel 1999).

## Filmografia parziale di produzioni e distribuzioni
- Accouplements pour voyeurs (1979)
- Adorable Lola (1979)
- Amour aux sports d'hiver, L' (1981)
- Amour c'est son métier, L' (1979)
- Anita: ur en tonårsflickas dagbok (1973)
- Après-midi d'une bourgeoise en chaleur, Les (1980)
- Auto-stoppeuses en chaleur (1978)
- Aventures des queues nickelées, Les (1978)
- Aventures extra-conjugales (1982)
- Barbara Broadcast (1977)
- Bas de soie noir, Les (1981)
- Bijoux de famille, Les (1975)
- Blue Ecstasy (1976)
- Blondes humides (1978)
- Body Love (1977)
- Bon chic, bon genre, mais... salopes!! (1982)
- Bouche-trou, Le (1976)
- Bouches expertes (1978)
- Bourgeoise et... pute! (1982)
- Brigade call-girls (1977)
- Caresses inavouables (1978)
- Cathy, fille soumise (1977)
- Chaleurs intimes (1977)
- Chambres d'amis très particulières (1982)
- Charnelles, Les (1974)
- Charlotte, mouille sa culotte! (1980)
- Chattes en chaleur (1979)
- Clientes, Les (1982)
- Confessions of a Young American Housewife (1974)
- Confidences d'un trou mignon au Docteur Sex (1981)
- Corps à corps (1976)
- Couple débutant cherche couple initié (1976)
- Couple cherche esclave sexuel (1978)
- Couple "libéré" cherche compagne "libérée" (1981)
- Couples complices (1977)
- Couples intimes (1977)
- Croisière pour couples en chaleur (1980)
- Croisières érotiques pour couples complaisants (1977)
- Cuisses en chaleur (1975)
- Cuisses ouvertes (1980)
- Dames de compagnie (1980)
- Dans la chaleur de St-Tropez (1981)
- Das Sex-Theater (1980)
- Délices du tossing, Les (1982)
- Délire des sens, Le (1978)
- Délires porno (1977)
- Dépucelages (1978)
- Derrière le miroir sans tain (1982)
- Désirs sous les tropiques (1979)
- Détournement de mineur (1983)
- Doctoresse a de gros seins, La (1985)
- Droit de cuissage, Le (1980)
- Du sexe à la une (1983)
- Échange de femmes pour le week-end (1985)
- Échanges de partenaires (1976)
- École de l'amour, L' (1981)
- Enfilées, Les (1980)
- Enquêtes (1979)
- Entrechattes (1978)
- Érections (1975)
- Erotic Adventures of Zorro (1972)
- Esclave pour couple (1981)
- Estivantes pour homme seul (1979)
- Été les petites culottes s'envolent, L' (1984)
- Étreintes déchaînées (1977)
- Extases impudiques (1977)
- Extases très particulières (1980)
- Fabulous Bastard from Chicago, The (1969)
- Fantaisies pour couples (1977)
- Fantasmes très spéciaux (1982)
- Femme objet, La (1980)
- Femmes seules pour un dragueur (1982)
- Fessée ou Les mémoires de monsieur Léon, maître-fesseur, La (1976)
- Feu à la minette, Le (1978)
- French initiation dans un petit cul de pucelle (1985)
- Frígida y la viciosa, La (1981)
- Gamines ouvertes (1981)
- Garçonnières très spéciales (1981)
- Grande baise, La (1977)
- Grande enfilade, La (1978)
- Grande lèche, La (1979)
- Grande levrette, La (1978)
- Grande mouille, La (1978)
- Grande sauterie, La (1978)
- Grandes jouisseuses, Les (1977)
- Histoire du film X clandestin: France 1912 à 1965 (197?)
- Hot Teenage Assets (1978)
- Hôtel pour jeunes filles (1980)
- Hôtesses du sexe, Les (1976)
- I løvens tegn (1976)
- Île des jouissances sauvages, L' (1985)
- Infirmière n'a pas de culotte, L' (1978)
- Infirmières très spéciales (1979)
- Initiation, L' (1970)
- Initiation au collège (1979)
- Initiation d'une femme mariée, L' (1983)
- Innocence impudique (1981)
- Introductions (1976)
- Intruders, The (1974)
- J'ai droit au plaisir (1974)
- J'ai envie de tes baisers (1980)
- Je crie, je jouis (1978)
- Je suis à prendre (1978)
- Je t'offre mon corps (1984)
- Jeunes danoises au pair (1983)
- Jeunes femelles soumises et... salopes (1986)
- Jeunes filles à vendre (1982)
- Jeux de langues (1977)
- Jeux pour couples infidèles (1972)
- Jouir! (1978)
- Joy of Letting Go, The (1976)
- Langue de velours (1976)
- Lèche-moi partout (1978)
- Lingeries intimes (1981)
- Louves brûlantes (1975)
- Love Machine (1983)
- Love Camp 7 (1969)
- Lyckliga skitar (1970)
- Ma mère me prostitue (1982)
- Mais où sont passées les jeunes filles en fleur (1975)
- Maison des milles et un plaisirs, La (1984)
- Maison des phantasmes (1978)
- Maison du plaisir (1976)
- Maîtresse pour couple (1980)
- Marilyn, mon amour (1985)
- Mary! Mary! (1978)
- Mélodie pour Manuella (1982)
- Mes nuits avec... (1976)
- Naked Angels (1969)
- Nana (1970)
- Neiges brûlantes (1983)
- Nuits suédoises (1977)
- Nuits très chaudes aux Caraïbes (1979)
- Nymphomane perverse, La (1977)
- Nymphomanes, Les (1980)
- Obsedées, Les (1977)
- Orgies adolescentes (1979)
- Orgies très speciales (1979)
- Parties carrées campagnardes (1980)
- Parties chaudes (1979)
- Parties fines (1977)
- Parties raides (1976)
- Parties très spéciales (1980)
- Passions déchaînées (1981)
- Patientes du gynecologue, Les (1984)
- Pension... des fesses nues, La (1980)
- Pensionnat de jeunes filles (1980)
- Perverse initiation (1980)
- Perversion d'une jeune mariée, La (1978)
- Perversions d'un couple mariée, Les (1983)
- Perversités suédoises (1977)
- Petite etrangère, La (1980)
- Petites annonces très spéciales (1983)
- Petites écolières, Les (1980)
- Petites filles (1978)
- Petites filles au bordel (1980)
- Petites nymphettes, Les (1982)
- Petites salopes, Les (1977)
- Petites voraces, Les (1983)
- Petits slips se déchaînent, Les (1981)
- Petits trous voraces pour sodomies sauvages (1983)
- Plaisir total, Le (1985)
- Plaisirs fous, Les (1976)
- Plaisirs solitaires, Les (1976)
- Polissonnes, Les (1980)
- Porno Story (1979)
- Pornographie suédoise (1976)
- Possessions (1977)
- Pour un sourire (1970)
- Prenez moi! (1985)
- Prison très spéciale pour femmes (1982)
- "Prof" enseigne sans preservatives, La (1982)
- Prof ou Les plaisirs défendus, La (1980)
- Prouesses pornos (1977)
- Provinciales en chaleur (1981)
- Queutardes, Les (1977)
- Rabatteuse, La (1977)
- Raffinements de luxure (1977)
- Rage du sexe, La (1977)
- Retour de Marilyn, Le (1980)
- Retour des veuves, Le (1980)
- Ribald Tales of Robin Hood, The (1969)
- Rosalie se découvre (1983)
- Sams (1974)
- Sarabande Porno (1977)
- Satin Suite (1979)
- Satisfiers, The (1980)
- Scavengers, The (1969)
- Schulmädchen-Porno (1977)
- Skräcken har 1000 ögon (1970)
- Secretaires sans culottes (1979)
- Secrétariat Privé (1983)
- Secrets d'adolescentes (1980)
- Sensations (1975)
- Servante perverse, La (1980)
- Servantes sans culotte (1979)
- Sex in Paradise (1985)
- Sex-cirkusse (1974)
- Sexe qui parle, Le (1975)
- Sexe qui parle II, Le (1976)
- Shocking! (1976)
- Slips fendus et porte-jarretelles (1987)
- Soumission (1979)
- Stormy (1980)
- Suce-moi vampire (1975)
- Suceuses, Les (1979)
- Suprêmes jouissances (1977)
- Tangerine (1979)
- Tendre et malicieuse Christina (1980)
- Tentations de Marianne, Les (1973)
- Tout est permis (1977)
- Tout pour le plaisir (1976)
- Trader Hornee (1970)
- Triples introductions (1977)
- Una sull'altra (1969)
- Une épouse à tout faire (1982)
- Une femme fidèle (1976)
- Une photographe très spéciale (1980)
- Vacances à Ibiza (1982)
- Vacances sexuelles (1978)
- Vénus des neiges, La (1983)
- Veuves en chaleur (1978)
- Vibrations sexuelles (1977)
- Vices cachés d'Eva Blue, Les (1979)
- Vicieuse Amandine (1976)
- Viens... j'ai pas de culotte! (1982)
- Vierges et débauchées (1980)
- Viols et châtiments sexuels  (1985)
- Virginités à prendre (1981)
- Vitrine du plaisir, La (1978)
- Wild Playgirls 2 (1984)
- Zizis en folie, Les (1978)